# Сада (притока Чепци)
Сада́ (рос. Сада, удм. Сатшур) — невелика річка, що тече по кордону Удмуртії з Кіровською областю Росії, ліва притока Чепци.
Бере початок на Красногорській височині, в Кіровській області. Протікає на північ, верхня та нижня течії служать кордоном з Удмуртією, впадає до річки Чепца. Верхня течія пересихає, нижня частина дуже звивиста. Ширина 8-10 м, в низов'ях до 16 м, глибина 0,7 м, дно вкрите водоростями, середня швидкість — 0,2 м/с, похил річки - 1,5 м/км. Мінімальні місячні витрати 1,17 м3/с.
Сада має декілька дрібних приток, найбільші з яких праві Лумпа, Лумповка та ліва Падериха.
На річці розташовані села Ярського району Удмуртії (Удмурт-Сада, Лумпа, Сада, Нижня Сада) та Фальонського району Кіровської області (Руська Сада). Через річку збудовано залізничний міст неподалік гирла.